# 托夫斯捷 (希沙基區)
49°50′41″N 34°5′18″E / 49.84472°N 34.08833°E
托夫斯捷（烏克蘭語：Товсте），是烏克蘭中部的村莊，隸屬波爾塔瓦州的米爾霍羅德區。該村處於戈夫特瓦河右岸，距離列格伊季和切爾尼什夫卡1公里，海拔高度133米，2001年人口180。